# Mediastinoscopia
La mediastinoscopia es un procedimiento mediante el cual se inserta el mediastinoscopio a través de una incisión cervical para examinar visualmente las estructuras de la parte superior de la cavidad torácica. Este procedimiento se utiliza más comúnmente para examinar los ganglios linfáticos en un paciente con cáncer pulmonar, con el propósito de establecer la etapa en la cual se encuentra la enfermedad. Asimismo, con el mediastinoscopio se puede tomar una muestra (biopsia).